# Калініне (Кривий Ріг)
Калініне (також іноді Калініно, І́мені Калі́ніна) — житловий масив, розташований у Довгинцівському районі Кривого Рогу. Колишнє селище міського типу.
Закладений у 30-х роках XX століття. Складається з вул. Самарської. Має 41 приватний будинок, мешкає 83 особи.